# Harpactea armenica
Harpactea armenica là một loài nhện trong họ Dysderidae.
Loài này thuộc chi Harpactea. Harpactea armenica được miêu tả năm 1989 bởi Dunin.